# シャンドニエ＝サン＝ドニ

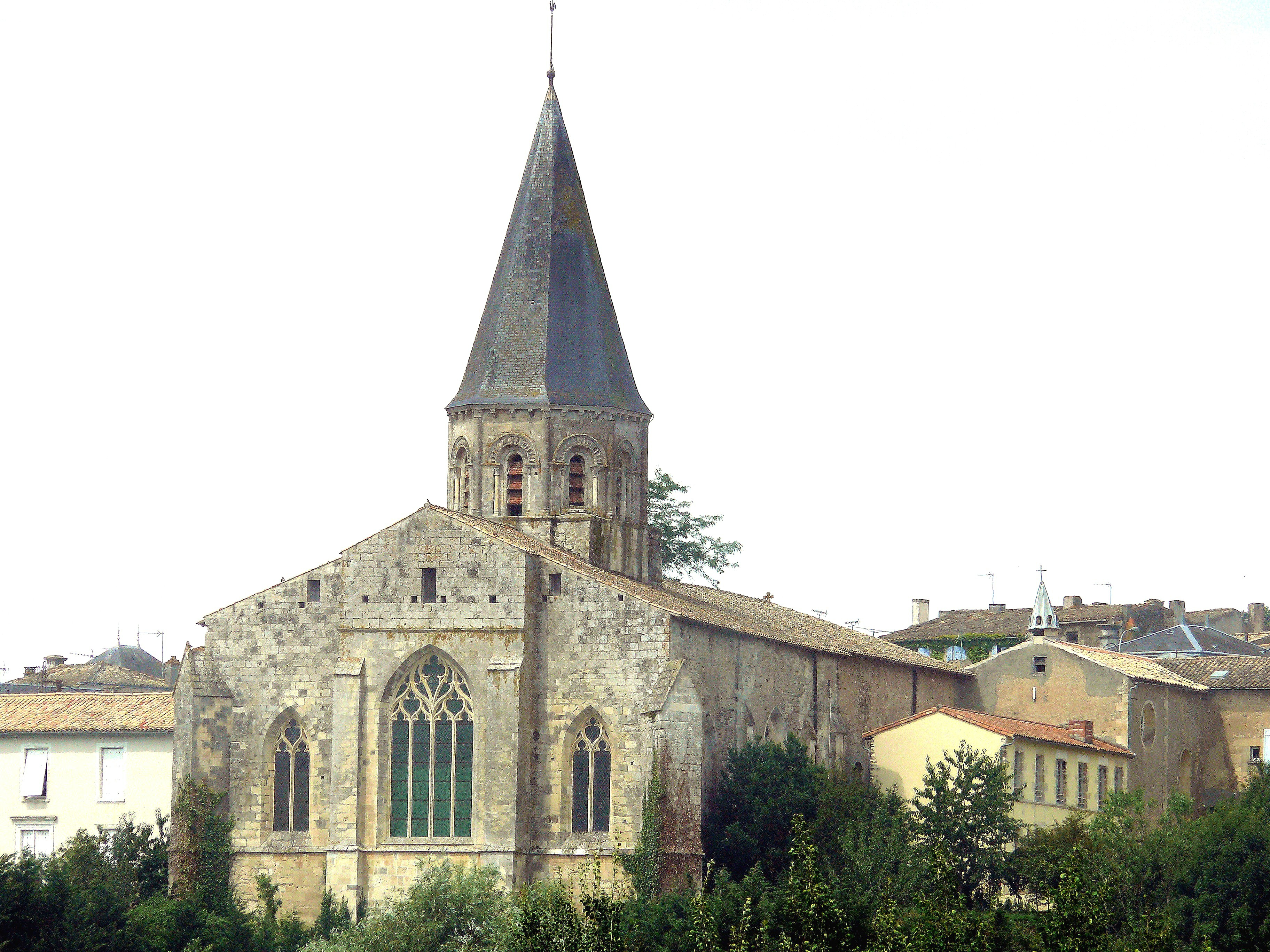
教会のシュヴェ
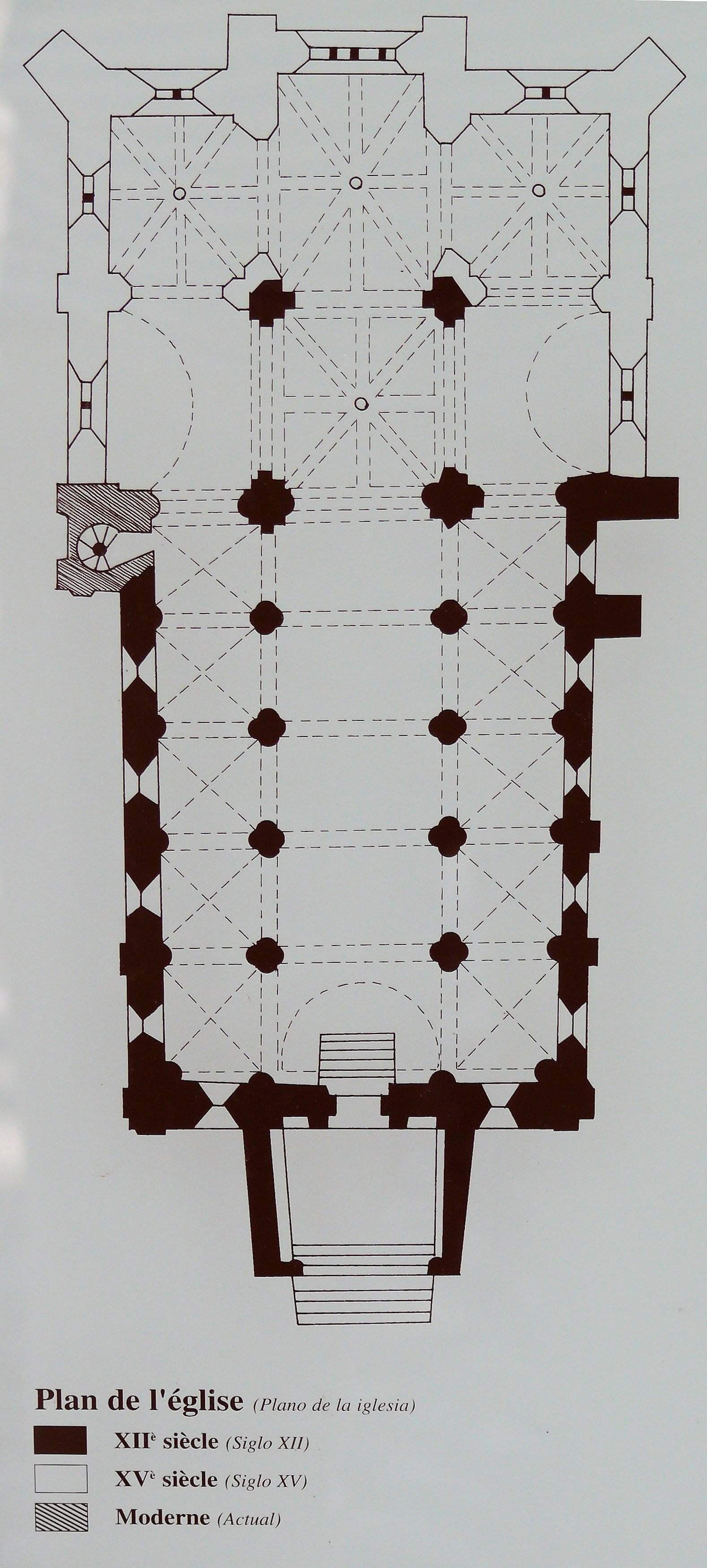
図面
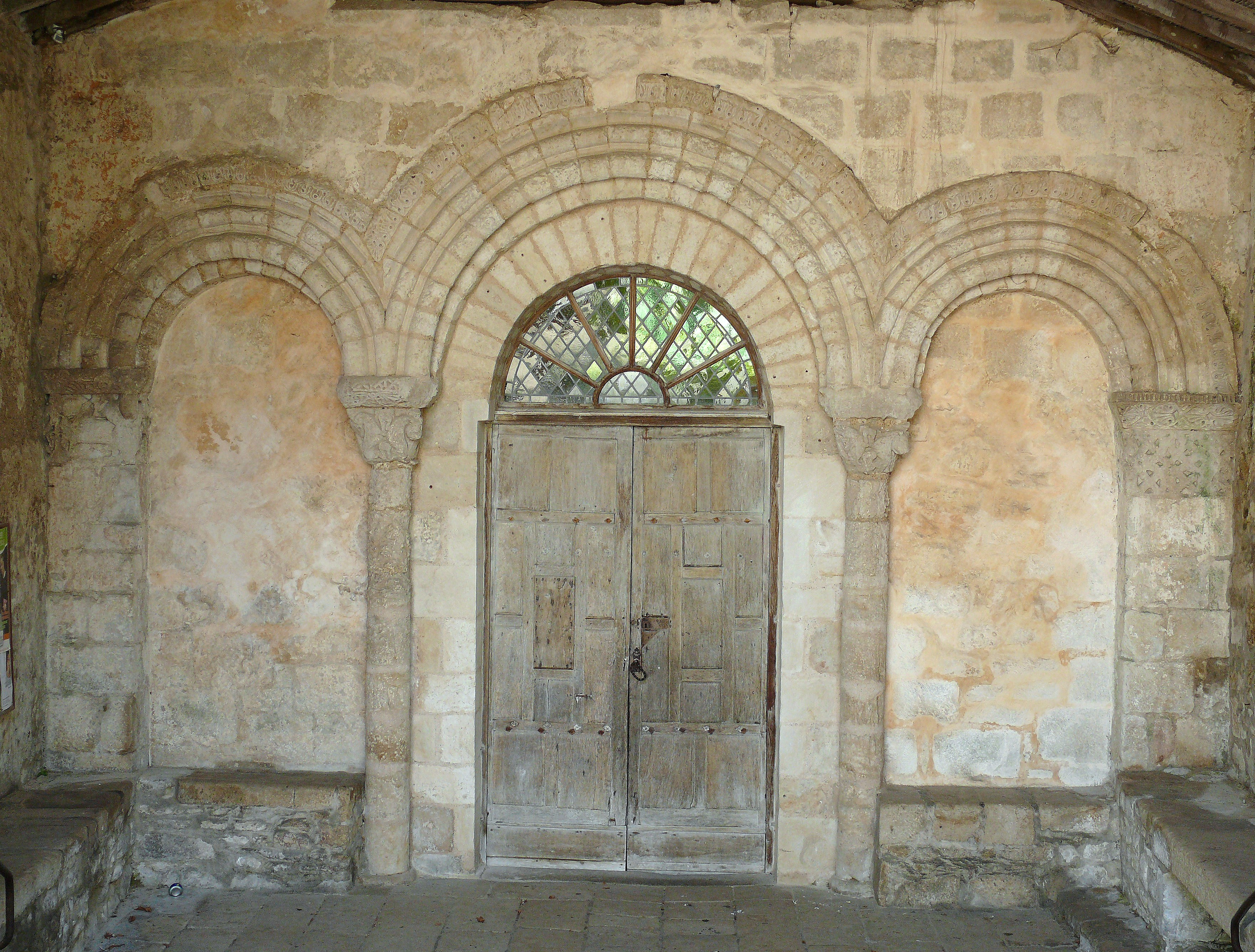
入り口
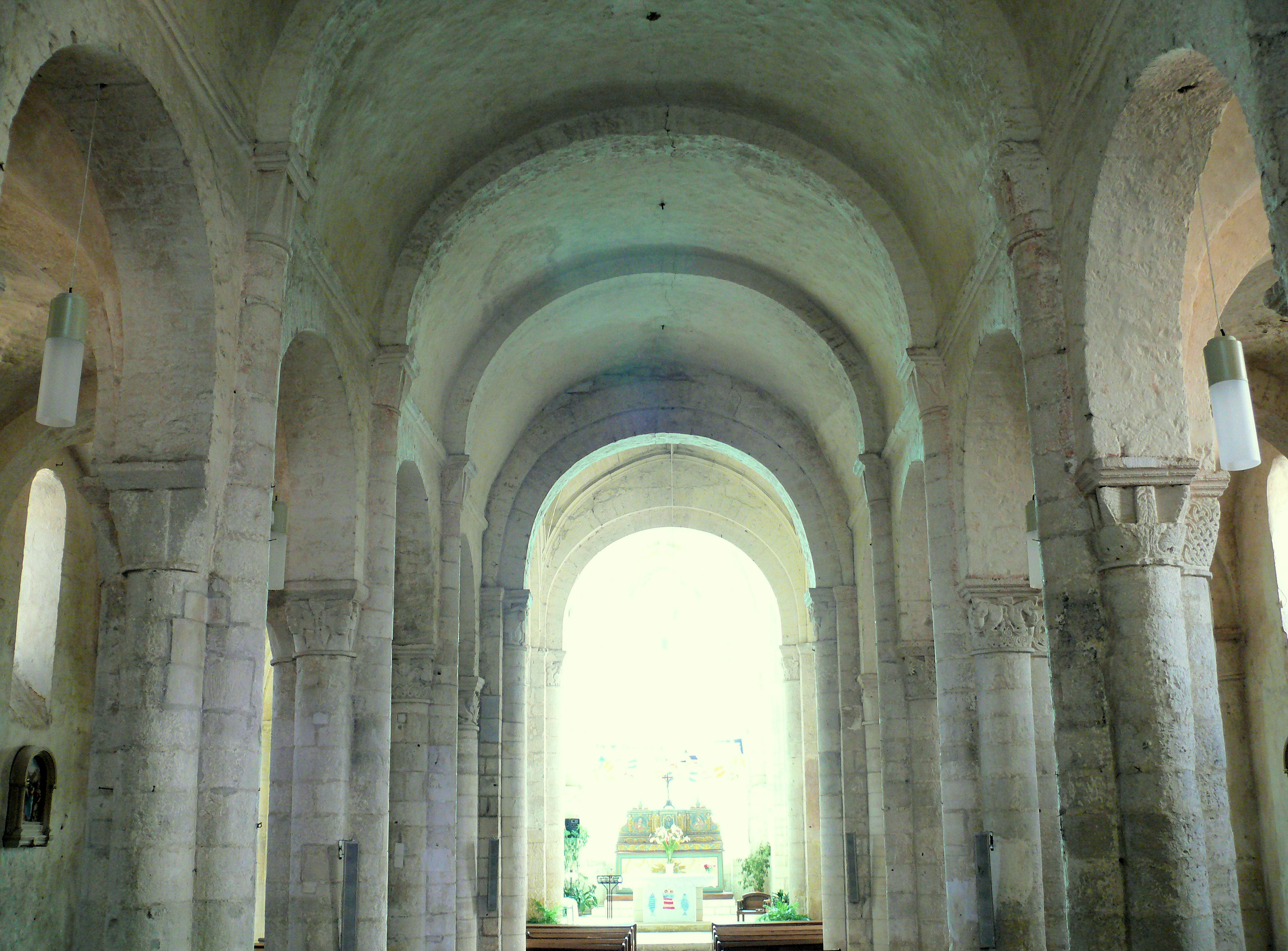
ロマネスク様式の身廊
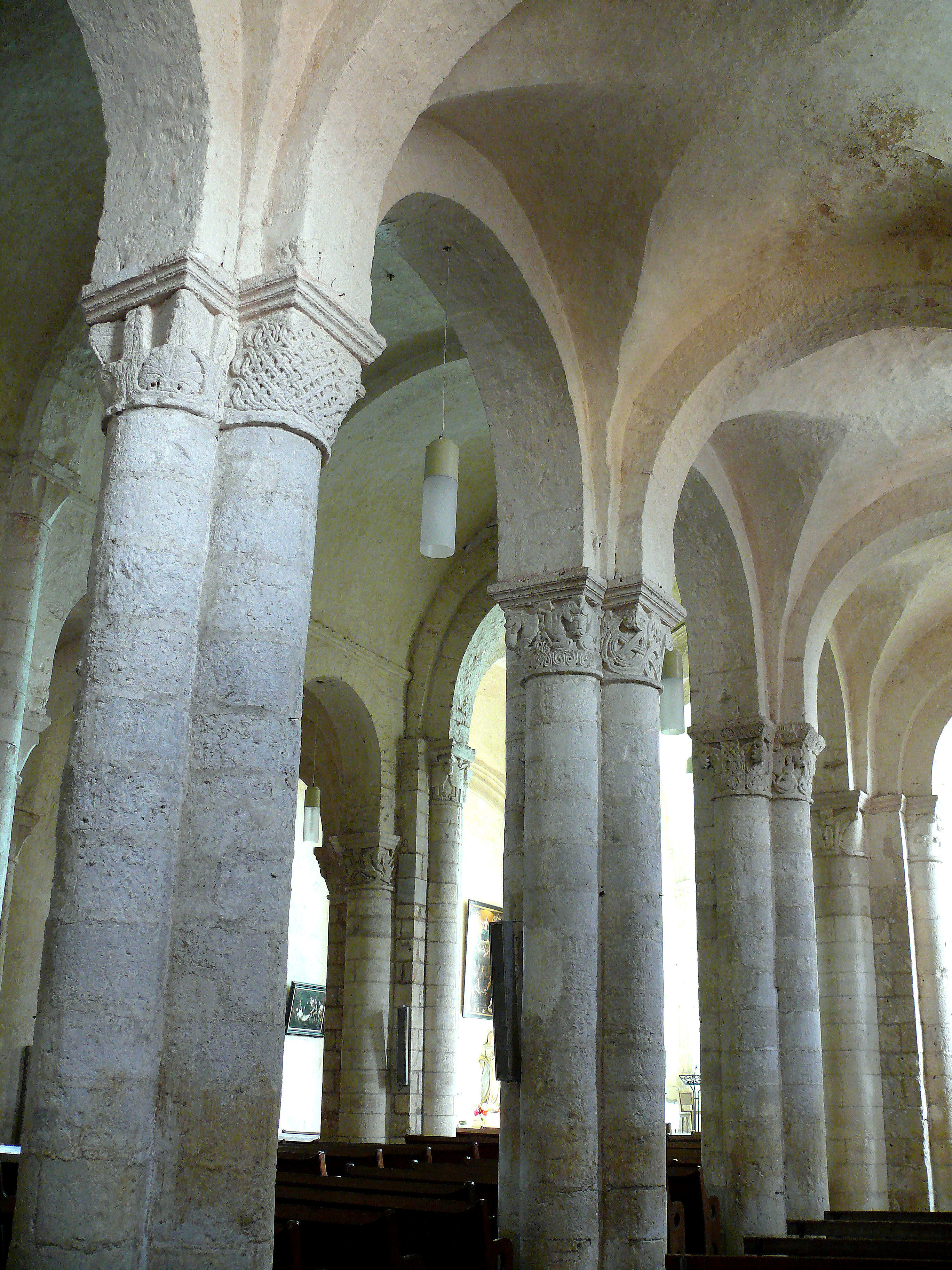
ロマネスク様式の身廊 : 柱

シャンドニエ＝サン＝ドニ （Champdeniers-Saint-Denis）は、フランス、ヌーヴェル＝アキテーヌ地域圏、ドゥー＝セーヴル県のコミューン。

## 地理
シャンドニエは盆地に位置する静かな町である。町をエグレ川が流れる。コミューンは県道745号線と、ブレシュイールからニオールを南北につなぎ、フォントネー＝ル＝コントとサン＝マクサン＝レコールとを東西につなぐ県道748号線の交差点に位置する。

## 歴史
1469年、常にフランス王国への加護を聖母に祈っていたルイ11世はシャンドニエに滞在し、その後ピュイラヴォーとクーロンジュ・シュル・ロティズの中間で、実弟のギュイエンヌ公シャルルと和解した（1465年にブルゴーニュ公シャルル豪胆公が公益同盟を組織して王に対し封建反乱を起こした際、シャルル王子は同盟軍に与していた）。
1973年1月1日、サン＝ドニはシャンドニエと合併し、シャンドニエ＝サン＝ドニとなった。同じ日に、コミューンのシャンポーはシャンドニエとともに準コミューン（fr）となった。

## 人口統計
| 1975年 | 1982年 | 1990年 | 1999年 | 2009年 | 2011年 |
| ------ | ------ | ------ | ------ | ------ | ------ |
| 1580   | 1518   | 1456   | 1491   | 1664   | 1694   |

参照元:1962年から1999年までは複数コミューンに住所登録をする者の重複分を除いたもの。2006年以降は当該コミューンの人口統計によるもの。Insee : 1968-1999, 2004, 2006, 2009

## 史跡
- ノートルダム教会[6] :

- 教会のシュヴェ
- 図面
- 入り口
- ロマネスク様式の身廊
- ロマネスク様式の身廊 : 柱

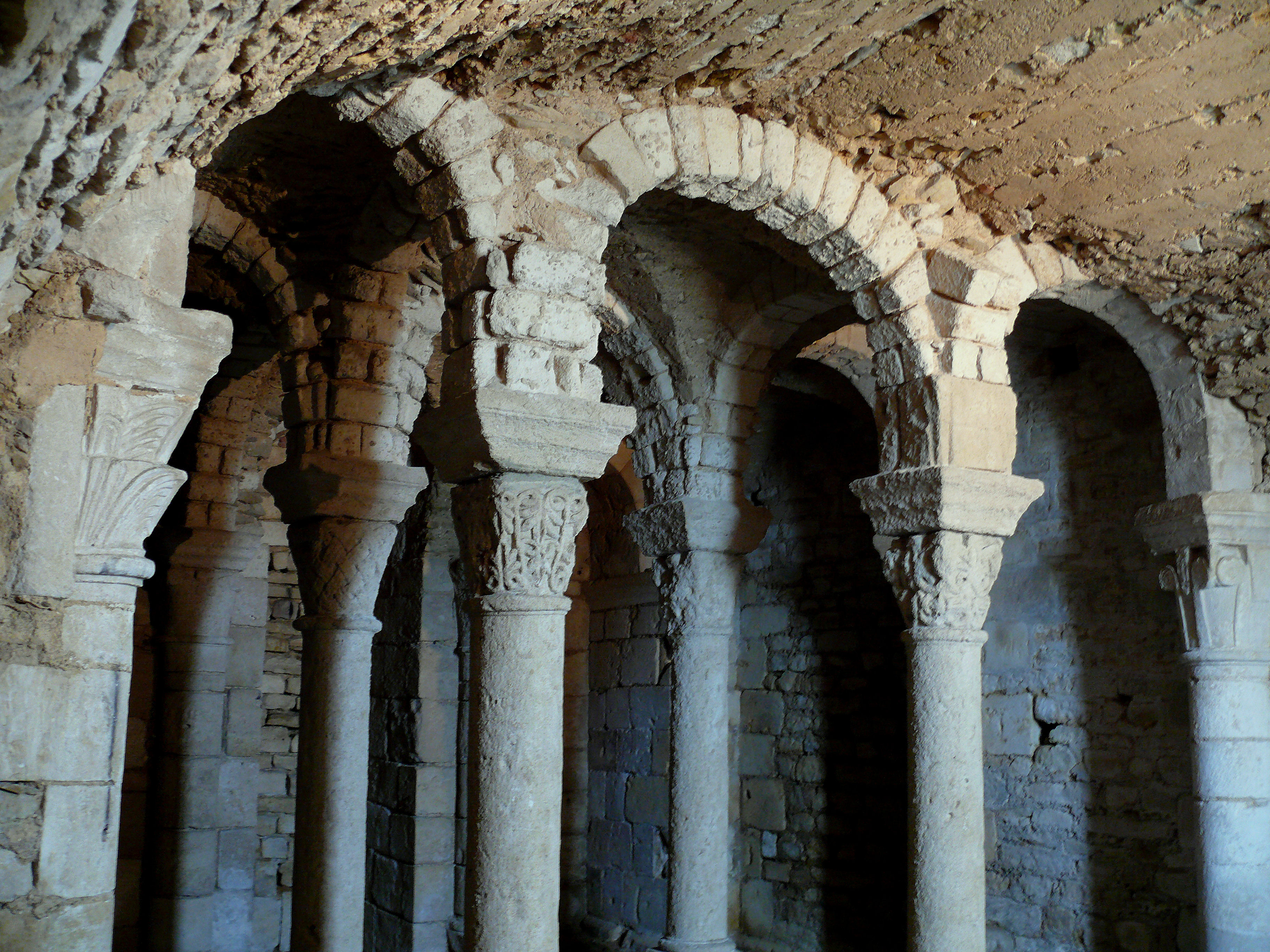
納骨堂
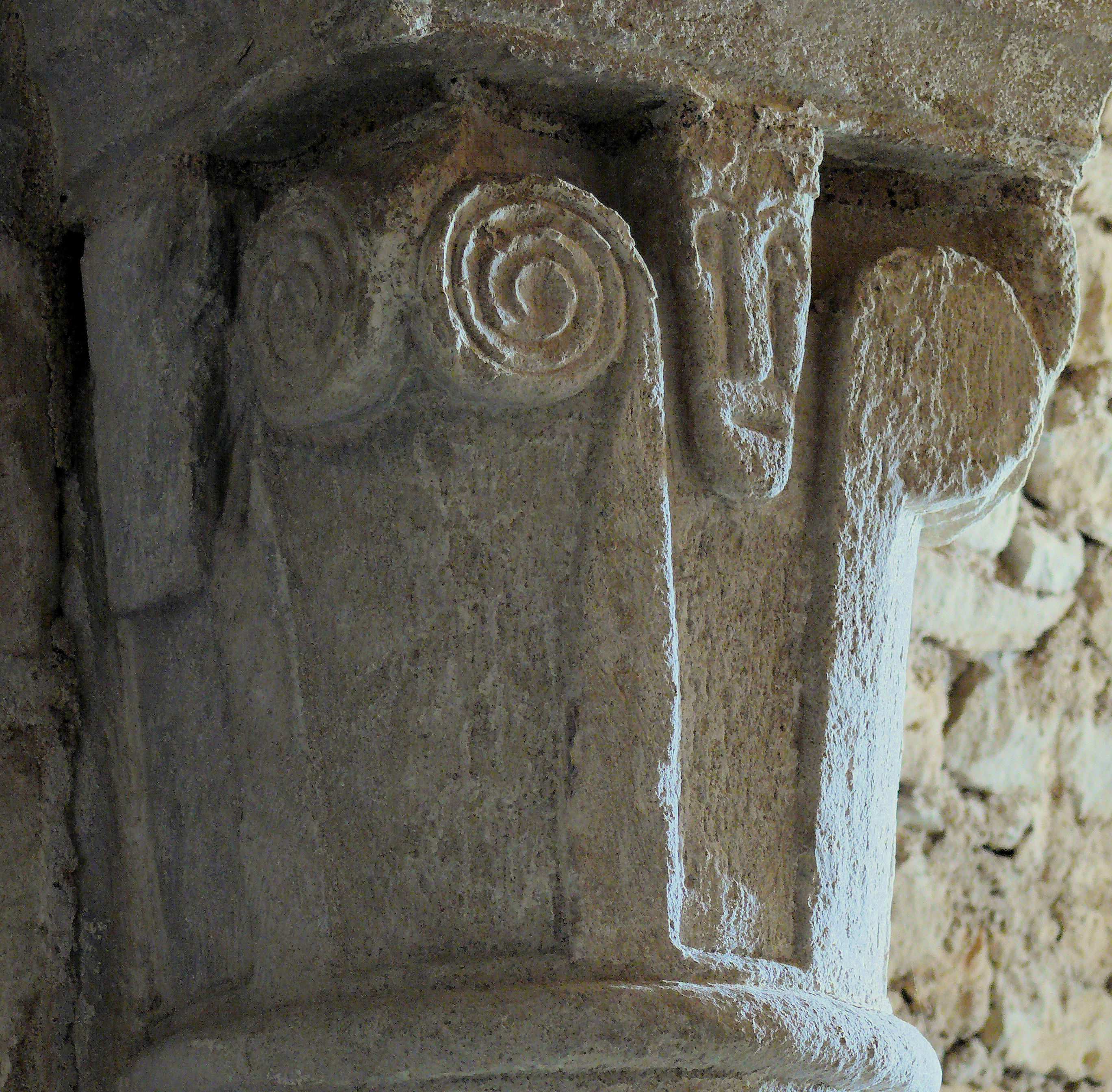
納骨堂の柱
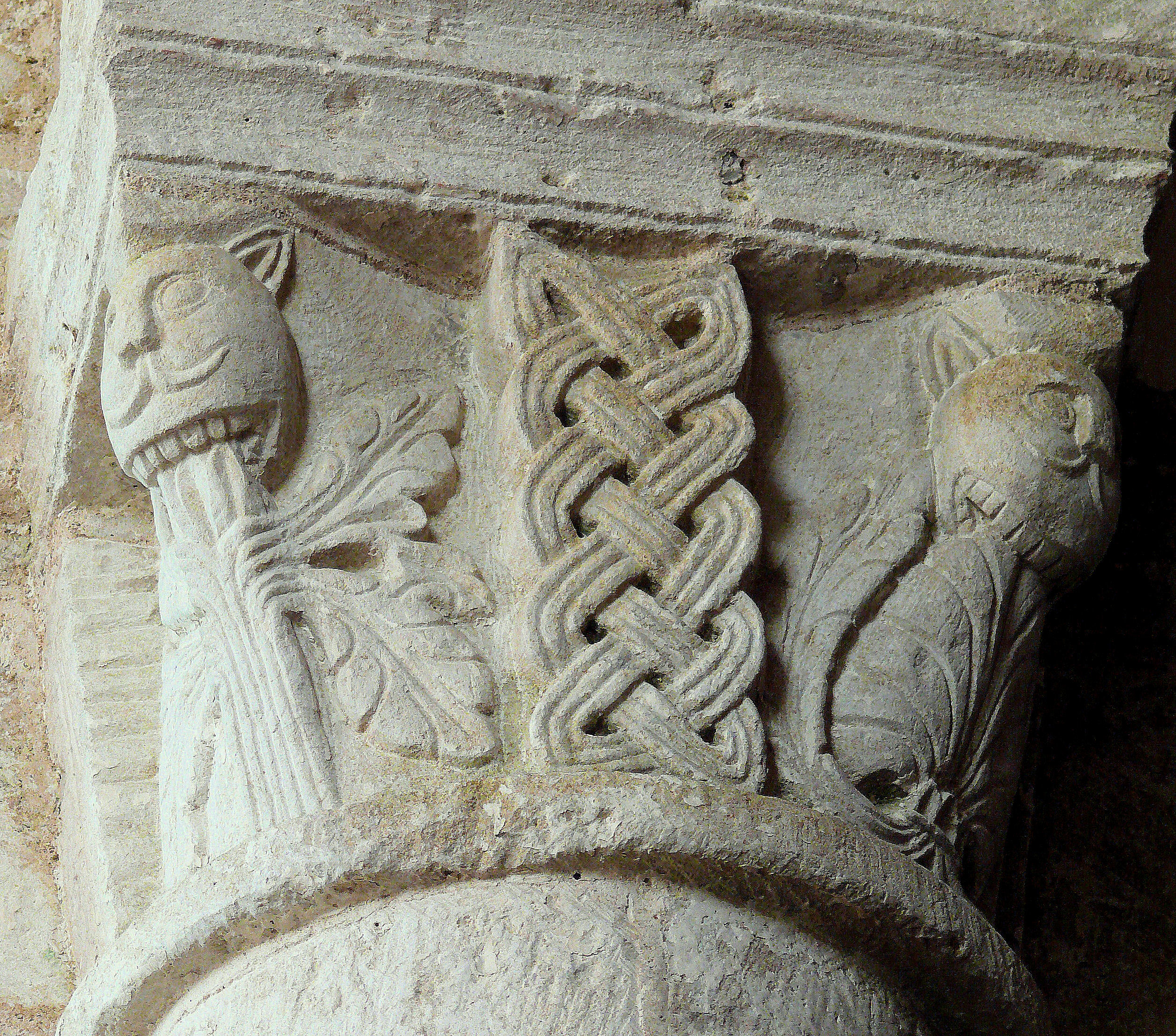
身廊の柱
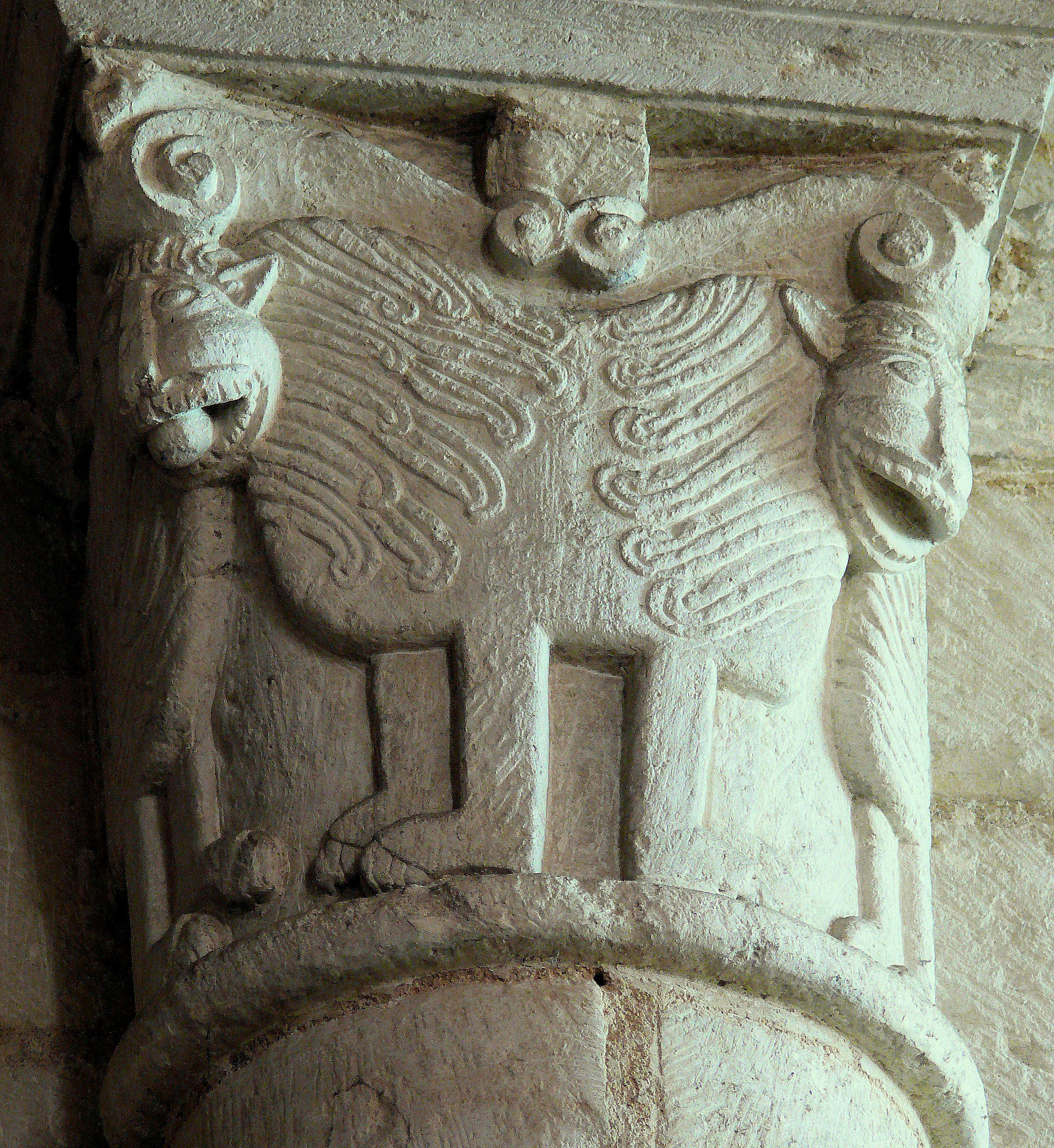
身廊の柱